# Rothia sinefasciata
Rothia sinefasciata là một loài bướm đêm trong họ Noctuidae.